# Pilar Bueno Ibáñez
Pilar Bueno Ibáñez (Sos del Rey Católico, 1912- Madrid, 5 d'agost de 1939), modista de professió, va ser una de Les Tretze Roses, dones espanyoles afusellades el 5 d'agost de 1939 a les tàpies exteriors del cementiri de l'Almudena després de la fi de la guerra civil, juntament amb 46 homes, acusats tots de pertànyer a les Joventuts Socialistes Unificades o al Partit Comunista d'Espanya (PCE).

## Biografia
Nascuda a Sos del Rey Católico, un poble de Saragossa, vivia des dels quatre anys a casa dels seus oncles al carrer del Príncipe de Vergara. Era modista de professió i treballava en un taller que cosia per a gent adinerada. Rebia un escàs jornal, per la qual cosa es veia obligava a perllongar la jornada, ja que després de la mort del seu oncle, el sou s'havia convertit en l'únic ingrés de la família. Les dures condicions de treball li havia fet prendre consciència revolucionària. Va escriure una autobiografia, que figura al seu expedient 30.426, que formava part dels arxius del PCE.
En començar la guerra civil va treballar com a voluntària en un dels nombrosos orfenats, que es van obrir en iniciar la guerra per recollir els orfes i els fills dels milicians que marxaven al capdavant. Aquest treball i l'ajuda prestada per la Unió Soviètica a la República la van animar a afiliar-se al PCE el 1936.
Fins al desembre de 1936 va tenir carnet del Cinquè Regiment de Milícies del PCE. Va portar els comptes del radi Nord, un sector de partit a la ciutat, i es va incorporar a l'Escola de quadres del partit. Va arribar a ser secretària d'organització del radi Nord. A principis de febrer de 1939 figurava com a membre de l'últim Comitè Provincial del PCE, abans que es produís el cop del coronel Casado.
En acabar la guerra no va tenir contacte amb ningú fins que, a finals d'abril, la dona de Federico Bascuñana, un dels encarregats de reorganitzar el partit a la capital, va entrar-hi en contacte. El seu domicili es va convertir al centre de la unió de la nova direcció del partit. Es va encarregar de crear vuit sectors a Madrid i va ser elegida responsable d'Organització del Comitè de Madrid. Bascuñana va contactar també amb Dionisia Manzanero Salas.
Després de ser detinguda el 16 de maig, va entrar a la presó de dones de Ventas el 17 d'aquest mateix mes de 1939.
A l'expedient número 30.426, una testimoni, sense al·ludir directament a Pilar, esmenta que al domicili de Blanca Brissac (una altra de les Tretze Roses), es planejava un intent de complot contra el general Franco el dia de la desfilada en el primer Any de la Victòria; no obstant això, aquesta circumstància, considerada avui dia com a incerta, va ser descartada, no sent acusada d'això. L'assassinat de Pilar, juntament amb el de les Tretze Roses i els Quaranta-tres Clavells, és considerat com una represàlia per l'atemptat que van perpetrar tres militants més de les JSU contra el comandant de la Guàrdia Civil i membre del Servei d'Informació i Policia Militar franquista, Isaac Gabaldón, la seva filla i el conductor José Luis Díez Madrigal. No obstant això, Pilar mai no va ser acusada d'això, perquè cap de les Roses tenien relació amb aquest fet, ja que estaven empresonades en aquell moment.
Va ser condemnada a mort per ser provat que era «membre del comitè provincial, tenint per missió afavorir mitjançant subscripcions als presos i ajudar a la recollida d'armes, així com organitzar la secció femenina».

## Reconeixements
Pilar Jurado, reneboda de Bueno Ibáñez, va redactar una obra in memoriam.